# Жовтневе (Поліський район)
Жовтневе (до 1925 р. Святоцьке, 25 Жовтня) — колишнє село в Україні Поліського району Київської області, що знято з обліку у зв'язку з відселенням мешканців унаслідок аварії на ЧАЕС.
Село розміщується за 8 км від колишнього районного центру Поліське (Хабне) і за 23 км від залізничної станції Вільча.

## Історія
Щодо походження первісної назви села існує легенда. Згідно з цією легендою, три брати, першого з яких звали Тарас, другого Стебель, третього Святко, поселились на місцевості, що зараз належить до Поліського району. Тарас заснував хутір, що пізніше перетворився у село Тараси, Стебель заснував хутір Стебли (пізніше село Стебли), Святко — хутір Святоцьке (пізніше село Святоцьке). 
Село вперше згадується в Запису 1415 року серед вотчин, що належали Києво-Софійському монастирю. 1684 року, маючи лише 3 садиби, село належало до маєтку Бреських.
1864 року в селі мешкало 463, 1887 — 650 осіб. 1900 року село мало 152 двори з 907 мешканцями. Селяни займалися землеробством. У селі була школа грамоти, працювало 4 вітряки та кузня.

За даними «Історії міст і сіл УРСР», «Жовтневе (до 1925 р. — Святоцьке) — село, центр сільської Ради. Населення — 571 чоловік. У Жовтневому розміщена бригада колгоспу „Зоря комунізму“, центральна садиба якого — в селі Володимирівці. У селі є восьмирічна школа, клуб, бібліотека» (дані 1971 року).
У 1980-х роках у селі проживало близько 500 осіб. У 1989 році 370 осіб. Село підпорядковувалося Поліському району та було центром сільської ради та єдиним населеним пунктом, підпорядкованим їй. Через високе радіаційне забруднення мешканців села було переселено до села Мазінки.
Село було виселене у 1992 році внаслідок сильного радіаційного забруднення після Чорнобильської катастрофи та офіційно зняте з обліку 1999 року через відсутність населення.
Після Чорнобильської катастрофи село увійшло до 30-кілометрової зони відчуження.
Частина території села згоріла під час лісових пожеж у 2020 році.
З лютого по квітень 2022 року село було окуповане російськими військами внаслідок вторгнення 2022 року.